# The Telltale Head
"The Telltale Head" är avsnitt åtta från säsong ett av Simpsons och sändes på Fox den 25 februari 1990. Avsnittet skrevs av Al Jean, Mike Reiss, Sam Simon samt Matt Groening och regisserades av Rich Moore. I avsnittet sågar Bart av huvudet av statyn föreställande Jebediah Springfield för att imponera på Jimbo, Kearney och Dolph men då hela staden blir arga över vad han gjort och vill få tag i personen får han skuldkänslor. Marcia Wallace gästskådespelar som Edna Krabappel.

## Handling
Avsnittet börjar med att Homer och Bart blir jagade genom gatorna i Springfield eftersom de bär huvudet från statyn föreställande stadens grundare, Jebediah Springfield. Bart börjar sen berätta för dem varför han har huvudet. Det började med att familjen besökt kyrkan och är på väg hem. Bart vill se den nya Space Mutants-filmen men Marge låter inte honom gå. Bart lurar dock Homer att ge honom pengar till att köpa biljetter till filmen. Då han är på väg in i biografen träffar han på mobbarna Jimbo, Dolph och Kearney som ska planka in på filmen och Bart följer med dem. De blir snart utkastade ur salongen och går till Kwik-E-Mart där Bart av misstag distraherar Apu så att mobbarna kan snatta. De börjar titta på molnen och berättar vad de ser. Bart berättar att han tycker hans moln ser et ut som statyn av Jebediah Springfield utan ett huvud. Mobbarna berättar då för honom att det skulle vara coolt om någon hög huvudet av honom. Bart berättar för dem att det är fel men de börjar skratta åt honom. Bart frågar då Homer om det är viktigt att vara populär och han berättar för honom att det är det. På natten går Bart upp och sågar av huvudet av en staty föreställande Springfield.
På morgonen upptäcks det vad som hänt och alla i staden vill få tag på den som gjorde det även mobbarna vilket gör att Bart inte avslöjar för dem att han gjorde det. Bart får skuldkänslor och huvudet börjar prata med honom. Då Bart tänker gräva ner huvudet i trädgården bestämmer han sig för att berätta för familjen att han är den skyldige. De undrar varför han gjorde det och han berättar att han ville vara populär. Homer och Bart bestämmer sig för att lägga tillbaka huvudet men blir upptäckta av invånarna i Springfield som började jaga honom. Bart frågar nu invånarna som fått höra berättelsen om de kan förlåta honom och de gör de. Bart sätter sen tillbaka huvudet på plats, som tackar honom.

## Produktion
Idén att stora delar av avsnittet skulle utspelas i dåtid kom man på då man började färga avsnittet. Avsnittet regisserades av Rich Moore. och skrevs av Al Jean, Mike Reiss, Sam Simon och Matt Groening. Avsnittet var det första med Jebediah Springfield och familjen i kyrkan. Marcia Wallace gästskådespelar som Edna Krabappel.

## Kulturella referenser
Titeln är en referens till "Det skvallrande hjärtat" ("The Tell-Tale Heart" i original). I kyrkan lyssnar Homer på en amerikansk fotbollsmatch vars kommentator är baserat på Keith Jackson. Då Bart vaknar på morgonen med statyhuvudet bredvid sin säng är det en referens till Gudfadern.

## Mottagande
Avsnittet hamnade på plats 26 över mest sedda program under veckan med en Nielsen ratings på 15.2 vilket ger 14 miljoner hushåll och det näst mest sedda på Fox under veckan. Warren Martyn och Adrian Wood har i "I Can't Believe It's a Bigger and Better Updated Unofficial Simpsons Guide" skrivit att avsnittet var det första om kyrkan och visar att Homer är en dålig förebild för Bart som gör samma dumhet som han då han först ville lyssna på musik i kyrkan. David B. Grelck har gett avsnittet betyg tre av fem och kommenterat att avsnittet är märklig och berör många bisarra aspekter av showen som är återkommande de kommande säsongerna. Colin Jacobson på DVD Movie Guide har berättar att avsnittet har flera några fina delar men är mycket stel. Han gillar scenen med molnen och några få andra delar, han anser att avsnittet inte är ett av de bästa men den ger underhållning och är smart.